# Dick York
Dick York, pseudonimo di Richard Allen York (Fort Wayne, 4 settembre 1928 – Grand Rapids, 20 febbraio 1992), è stato un attore statunitense.
È famoso in particolare per aver interpretato il ruolo del primo Darrin Stephens nella serie televisiva Vita da strega (Bewitched). Il secondo fu poi interpretato da Dick Sargent.

## Biografia
York visse un'infanzia disagiata a Chicago, durante gli anni della grande depressione: questa esperienza influì molto sulle sue successive iniziative umanitarie e filantropiche. Nonostante le precarie condizioni economiche, i genitori riuscirono a iscriverlo alla Jack and Jill Players, un gruppo di recitazione per commedie giovanili di Chicago.
Dopo aver ottenuto delle parti di speaker radiofonico in alcuni programmi nei primi anni quaranta, collaborò a molte altre trasmissioni radiofoniche e a film di basso costo per ragazzi (uno dei quali fu The Shy Guy). Nel 1950 si trasferì a New York dove interpretò varie parti in teatro e in televisione e l'anno successivo sposò Joan Alt, una giovane attrice conosciuta in radio a Chicago. Dal matrimonio, che sarebbe durato fino alla morte di York, nacquero tre femmine e due maschi.

### Carriera televisiva e cinematografica
Nel 1953 fece un'audizione per ottenere una parte nella commedia Tea and Sympathy (ideata da Elia Kazan), dove ebbe modo di interpretare un prototipo del suo personaggio più riuscito, cioè il difensore dei deboli. Apparve sul piccolo schermo in serie come Alfred Hitchcock presenta (1957-1962), L'ora di Hitchcock (1963), Ai confini della realtà (1960-1961), Il virginiano. Partecipò anche al film Cordura (1959), con Gary Cooper e Rita Hayworth, dove ebbe un incidente girando una scena d'azione con una draisina ferroviaria, spinta a mano da altri attori: questo infortunio portò a delle serie complicanze alla sua colonna vertebrale.
Nel 1960 recitò nel film ...e l'uomo creò Satana con Spencer Tracy e Gene Kelly, ma la svolta della sua carriera giunse con la sitcom Vita da strega (1963), in cui venne scelto per il ruolo di Darrin Stephens. Vita da strega debuttò sul piccolo schermo sul finire del 1964 e fu subito un grande successo. York vi contribuì con la sua mimica facciale, l'aria stralunata, il ruolo di giovanotto ingenuo e simpatico. Nel 1968 ottenne una candidatura all'Emmy Award quale miglior attore per commedie televisive. Le riprese quotidiane portarono però all'aggravarsi delle sue condizioni di salute per il cronico problema alla schiena.
Durante il 167º episodio ebbe una crisi e venne ricoverato in ospedale: in seguito non riuscì più a riprendere il ruolo e abbandonò la serie. Fu sostituito da Dick Sargent, che recitò nelle ultime tre stagioni. Partecipò in seguito ad episodi di altre serie televisive quali Fantasilandia, Simon & Simon e Tre cuori in affitto, ma faticò ad ottenere ulteriori ruoli importanti. Fondò una campagna privata di ricerca fondi chiamata Acting for Life e morì a causa di problemi respiratori, il 20 febbraio 1992, all'età di 63 anni. Riposa nel cimitero della città di Rockford nello stato del Michigan.

## Filmografia parziale

### Cinema
- Mia sorella Evelina (My Sister Eileen), regia di Richard Quine (1955)
- Tre strisce al sole (Three Stripes in the Sun), regia di Richard Murphy (1955)
- Off Limits - Proibito ai militari (Operation Mad Ball), regia di Richard Quine (1957)
- Cowboy, regia di Delmer Daves (1958)
- Fra due trincee (The Last Blitzkrieg), regia di Arthur Dreifuss (1959)
- Cordura (They Came to Cordura), regia di Robert Rossen (1959)
- ...e l'uomo creò Satana (Inherit the Wind), regia di Stanley Kramer (1960)

### Televisione
- The Kaiser Aluminum Hour – serie TV, episodio 1x14 (1957)
- Alfred Hitchcock presenta (Alfred Hitchcock Presents) – serie TV, episodi 2x29 -7x7 (1957-1961)
- Climax! – serie TV, episodio 4x25 (1958)
- Carovana (Stagecoach West) – serie TV, episodio 1x11 (1960)
- Ai confini della realtà (The Twilight Zone) – serie TV, 2 episodi (1960-1961)
- June Allyson Show (The DuPont Show with June Allyson) – serie TV, episodio 2x18 (1961)
- General Electric Theater – serie TV, episodio 10x04 (1961)
- Avventure in paradiso (Adventures in Paradise) – serie TV, episodio 3x02 (1961)
- The Americans – serie TV, episodio 1x15 (1961)
- Outlaws – serie TV, episodio 2x05 (1961)
- Gli uomini della prateria (Rawhide) – serie TV, episodi 3x11-6x10 (1961-1963)
- Thriller – serie TV, episodio 2x22 (1962)
- Going My Way – serie TV, 30 episodi (1962-1963)
- L'ora di Hitchcock (The Alfred Hitchcock Hour) – serie TV, episodio 2x03 (1963)
- Il virginiano (The Virginian) – serie TV, episodio 2x10 (1963)
- Vita da strega (Bewitched) – serie TV, 170 episodi (1964-1969)
- Fantasilandia (Fantasy Island) – serie TV, un episodio (1984)

## Doppiatori italiani
- Gianfranco Bellini in Cowboy, Cordura, ...e l'uomo creò Satana
- Pino Locchi in Mia sorella Evelina
- Massimo Turci in Off Limits - Proibito ai militari
- Cesare Barbetti in Ai confini della realtà (ep. 2x16)
- Luciano Melani in Vita da strega